# هانائه کان
هانائه کان (انگلیسی: Hanae Kan؛ زادهٔ ۷ نوامبر ۱۹۹۰) بازیگر اهل ژاپن است.